# Serica scaphia
Serica scaphia är en skalbaggsart som beskrevs av Dawson 1952. Serica scaphia ingår i släktet Serica och familjen Melolonthidae. Inga underarter finns listade i Catalogue of Life.